# Bytte bytte barn
Bytte bytte barn är en dansk komedifilm som hade premiär den 21 november 2024 på strömningstjänsten Netflix. Filmen är regisserad av Barbara Topsøe-Rothenborg som även skrivit manus tillsammans med Pia Konstantin Berg och Line Mørkeby. Filmen är en fortsättning på Bytte bytte baby från 2023.

## Handling
Filmen kretsar kring de två paren Cecilie och Andreas och deras son Leo samt Liv and Malthe och deras dotter Sille. Barnen är nu två år. Under en medicinsk undersökning avslöjas det att de två bebisarna aldrig förväxlades. Efter att chocken lagt sig bestämmer sig de två familjerna för att flytta ihop hos Andreas och Cecilie, så att båda föräldraparen kan vara med båda barnen varje dag.

## Rollista (i urval)
- Mille Dinesen – Cecilie
- Lars Ranthe – Andreas
- Katinka Lærke Petersen – Liv
- Kasper Dalsgaard – Malthe
- Thomas Bo Larsen – Thorbjørn
- Sarah Boberg – Ulla
- Solbjørg Højfeldt – Irene